# Кулемиха (Архангельська область)
Кулемиха (рос. Кулемиха) — присілок в Няндомському районі Архангельської області Російської Федерації.
Населення становить 1 особу. Входить до складу муніципального утворення Няндомський муніципальний округ.

## Історія
До 2022 року входило до складу муніципального утворення Мошинське поселення.

## Населення
| 2002 | 2010 | 2012 |
| ---- | ---- | ---- |
| 0    | →0   | ↗1   |